# Henry Mathews (Konzernkritiker)

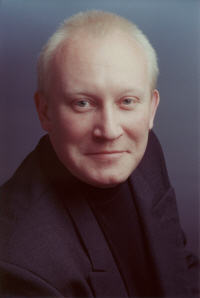
Henry Mathews

Henry Mathews (* 15. Juni 1966 in Berlin; † 30. Juli 2006 in Schweden) war ein deutscher Journalist, Konzernkritiker und Geschäftsführer des Dachverbands der Kritischen Aktionärinnen und Aktionäre. Von 1993 bis zu seinem plötzlichen Tod war er dessen Geschäftsführer und Sprecher. Er war ein profilierter Konzernkritiker, der die Möglichkeiten des Aktienrechts nutzte, um menschenrechtliche, soziale und ökologische Verfehlungen deutscher Banken und Unternehmen anzuklagen.

## Werdegang
Der gelernte Landschaftsgärtner Henry Mathews wurde bereits während seiner Ausbildung mit 18 Jahren auf die Praktiken des Schering-Konzerns aufmerksam, dem er u. a. vorwarf, die Arbeitsbedingungen in der peruanischen Fabrik des Unternehmens in Lima führten zu massiven Gesundheitsschäden bei den Arbeiterinnen, oder das Unternehmen bekenne sich nicht zu seiner Schuld betreffs Zwangsarbeit während des Zweiten Weltkriegs. In diesem Kontext lernte er die Pharmakampagne der BUKO und die Coordination gegen BAYER-Gefahren (CBG) kennen. Nach dem Modell dieses Netzwerkes gründete er das SCHERING-Aktionsnetzwerk (SCHAN), einen internationalen Verbund zur kritischen Begleitung des Berliner Pharma-Konzerns. Mit erst 20 Jahren bot ihm die Coordination gegen BAYER-Gefahren eine sehr bescheiden dotierte Stelle als Geschäftsführer der Organisation an. Mathews hatte sich zu diesem Zeitpunkt bereits für ein Universitätsstudium immatrikuliert, verwarf es jedoch, um sich ganz der Konzernkritik zu widmen und nahm das Stellenangebot an. Parallel dazu entwickelte er eine umfangreiche journalistische Tätigkeit.
Im selben Jahr begründete Henry Mathews zusammen mit Helmut Paschlau und Axel Köhler-Schnura den Dachverband der Kritischen Aktionärinnen und Aktionäre. Dieser Verband nutzte, ähnlich wie viele Aktionsgruppen in der angelsächsischen Welt, die Bestimmungen des Aktienrechts, um soziale, ökologische und menschenrechtliche Verfehlungen von Konzernen und Banken anzuklagen.
Mathews warb bei Unterstützern und Mitgliedern mit Aktienbesitz dafür, dem Verband die Stimmrechte für Namensaktien zu übertragen. Ausgestattet mit den Stimmrechten waren die Kritischen Aktionäre nunmehr in der Lage, auf Hauptversammlungen großer deutscher Konzerne nicht nur das Wort zu ergreifen, sondern auch im Vorfeld Anträge einzureichen, zu deren Verbreitung an alle Aktionäre die Konzerne gesetzlich verpflichtet sind. Mathews eröffnete so zahlreichen Nichtregierungsorganisationen und sozialen Bewegungen den Weg in diese Foren.
Zu den von Mathews regelmäßig besuchten Aktionärsversammlungen gehörten die Jahreshauptversammlungen praktisch aller großen Konzerne, darunter die Deutsche Telekom, Daimler Chrysler, Deutsche Bank, Dresdner Bank, Siemens und Bayer AG. Mit seinem routinierten und engagierten Auftreten brachte er häufig Konzerne in Bedrängnis, bei deren Tätigkeiten ökologische oder soziale Schäden befürchtet wurden. So war sein Engagement mitentscheidend für den Ausstieg der Deutschen Bank aus einem geplanten Goldförderprojekt beim Dorf Olympiada in unmittelbarer Nachbarschaft des antiken Stageira, der Geburtsstätte des Aristoteles; dieses drohte u. a. durch massiven Einsatz von Zyaniden die Umwelt der Halbinsel Chalkidiki und das antike Erbe zu gefährden. Sein besonderes Engagement galt der endgültigen Auflösung der I.G. Farben, mit deren Vermögen er Überlebende von Zwangsarbeit, etwa des KZ Auschwitz III Monowitz entschädigt sehen wollte. Hierfür setzte er sich gemeinsam mit Vertretern von Auschwitz-Überlebenden wie dem 1999 verstorbenen Hans Frankenthal ein.
Am 30. Juli 2006 erlitt Mathews am zweiten Tag eines Urlaubs in Schweden einen Herzstillstand und verstarb. Seine Urne wurde am 5. September 2006 in Berlin-Schöneberg beigesetzt. Sein früher und vollkommen unerwarteter Tod löste ein breites öffentliches Echo aus; Nachrufe erschienen in mehreren überregionalen deutschen Tageszeitungen.
Ihm zu Ehren verleiht der Dachverband der Kritischen Aktionäre seit 2007 den Henry Mathews Preis.

## Nachrufe
- Kampf gegen Profitgier. Nachruf auf Henry Mathews. In: Frankfurter Rundschau. 4. August 2006.
- Pascal Beucker: Unerschütterlich kapitalismuskritisch. In: taz. NRW vom 4. August 2006, S. 2. (taz.de)
- Hermannus Pfeifer: Stachel im Fleisch der DAX-Konzerne. In: taz. 4. September 2006. (taz.de)
- Bundesverband Bürgerinitiativen Umweltschutz e. V.: Die engagierte Konzernkritik verliert mit Henry Mathews einen klugen Kopf. Zum Tode von Henry Mathews. (bbu-online.de)
- Markus Dufner: Konzernchefs hatten Respekt. Nachruf auf Henry Mathews. In: Neues Deutschland. 4. August 2006. (neues-deutschland.de)

## Veröffentlichung
- als Herausgeber und Autor von vier Beiträgen: Schering – die Pille macht Macht : Berichte über die Geschäfte des Schering-Konzerns. Schmetterling-Verlag/Schering-Aktions-Netzwerk, Stuttgart 1992, ISBN 3-926369-42-6.